# مایشائلربرگ-پروگرن
مایشائلربرگ-پروگرن (به آلمانی: Michaelerberg-Pruggern) یک شهرستان در اتریش است که در ناحیه لیتسن واقع شده‌است. مایشائلربرگ-پروگرن ۴۷٫۶۴ کیلومتر مربع مساحت دارد.